# Noriko Ohara
Noriko Ohara,  (小原乃 梨子?, Ohara Noriko), nata Noriko Tobe (戸部 法子?, Tobe Noriko) (Tokyo, 2 ottobre 1935 – Tokyo, 12 luglio 2024), è stata una doppiatrice giapponese affiliata con la 81 Produce.

## Biografia
Rappresentata dalla Production Baobab, divenne principalmente nota per i ruoli di Nobita Nobi (Doraemon, serie 1979), Doronjo (Yatterman), Conan (Conan il ragazzo del futuro), Peter (Heidi), Oyuki (Urusei Yatsura) e Claudia LaSalle (Macross). Alla prima edizione del Seiyū Awards, nel 2007, le venne conferito il premio alla carriera.

## Vita privata
Si sposò con il regista teatrale Shinichi Tobe con il quale ebbe un figlio, l'animatore della Sunrise Atsuo Tobe (戸部敦夫?, Tobe Atsuo).

## Doppiaggio
- Heidi (Peter)
- Lamù (Oyuki)
- Capitan Harlock (Miime)
- Star Blazers (Sabera, seconda serie)
- Soreike! Anpanman (Kurobarajoou)
- Serie Time Bokan (Maajo Majyo, Doronjo, Muujo, Ataasha, Mirenjo, Munmun, Yanyan, Ruuju)
- Macross (Claudia LaSalle)
- Doraemon (Nobita Nobi)
- Conan il ragazzo del futuro (Conan)
- Wansa-kun (Wansa)
- Crusher Joe (Ricky)
- Il Tulipano Nero - La Stella della Senna (Catherine)
- Genesis Climber Mospeada (Refless)
- Tatsunoko vs. Capcom: Cross Generation of Heroes (Doronjo)
- Wacky Races (Penelope Pitstop)
- Ransie la strega (Sheera Eto)
- Marco (Concetta)